# 利波韋 (克拉斯諾頓區)
48°24′50″N 39°43′33″E / 48.41389°N 39.72583°E
利波韋（烏克蘭語：Липове）是位於烏克蘭東部的村莊，由盧甘斯克州多夫然斯克區的索羅基內市鎮負責管轄。該村始建於1951年，面積1.7平方公里，海拔高度119米，2001年人口105，人口密度每平方公里61.8人。